# Тунели в Кучи
Тунелите в Куши (на виетнамски: Địa đạo Củ Chi) са система от подземни тунели, намиращи се в административен район Кучи, на 70 км северозападно от Сайгон, Виетнам.
Дължината на всички тунели от системата е достигала 250 км, но сега само 120 км от тях са запазени.
Виетконг построява тези тунели по време на Виетнамската война. Те позволяват на партизаните да нанасят внезапни атаки над американската армия. Построени са на няколко нива и имат болници, кухни, спални, заседателни зали и складове. През 1968 г. Виетконг атакува Сайгон от тези тунели. Американците се опитват да се борят с тях посредством бомбардировки и химическо оръжие.
Днес тунелите в Кучи са туристическа атракция.